# Morgan Poaty
Morgan Poaty, né le 10 juillet 1997 à Rodez en France, est un footballeur international congolais qui joue au poste d'arrière gauche au FC Lausanne-Sport.

## Biographie

### Carrière en club

#### Montpellier HSC
Originaire de Rodez, Morgan Poaty est rapidement repéré par le Montpellier HSC. Il dispute son premier match professionnel en Ligue 1 le 21 septembre 2016 contre l'Olympique lyonnais. Les héraultais s'inclineront 5-1 ce jour-là. Il signe son premier contrat professionnel le 20 janvier 2017 pour trois saisons.

#### ESTAC Troyes
Le 18 septembre 2018, il se voit prêté à l'ESTAC Troyes, pensionnaire de Ligue 2 afin d'obtenir plus de temps de jeu. Il fait ses débuts le 19 octobre 2018 lors d'une défaite 2-1 face au FC Sochaux-Montbéliard. Il participera à la bonne saison des troyens, s'inclinant lors des barrages de Ligue 1 face au RC Lens. Il disputera au total 19 matchs lors de cette saison.

#### EA Guingamp
Le 1er juillet 2019, il signe en faveur de l'EA Guingamp. Il fait ses débuts avec le club breton le 26 juillet 2019 face au Grenoble Foot 38, match comptant pour la première journée de Ligue 2. Il réalisera deux saisons en Bretagne pour 21 rencontres disputées.

#### RFC Seraing
Le 16 juillet 2021, il signa en faveur du club belge du RFC Seraing . Il fit ses débuts en Belgique, le 24 juillet 2021 lors d'une défaite 2-0 contre le KV Courtrai en Jupiler Pro League. Il marqua son premier but professionnel le 30 septembre 2022 lors d'une victoire 2-0 face au Standard de Liège.

### Carrière internationale
Le 9 octobre 2021, il joue son premier match international avec le Congo lors d'un match face au Togo comptant pour les éliminatoires de la Coupe du monde 2022. Le match se soldera par un match nul 1-1.